# Somerville, Massachusetts
Somerville este un oraș situat în comitatul Middlesex, statul Massachusetts, SUA.

## Date geografice
Sommerville se află amplasat la altitudinea de 4 m deasupra n.m. la nord de Boston, ocupând o suprafață de 10,9 km², din care 10,6 km² este uscat. În anul 2000, Somerville avea 77.478 loc. cu o densitate de 7.309,2 loc./km². În oraș se află diferite locuri de distracție și agrement ca: Davis Square, Union Square, Ball Square, Teele Square și Magoun Square. Relieful orașului este deluros, el are 7 coline numite:
- Clarendon Hill
- Cobble Hill
- Ploughed Hill
- Prospect Hill
- Spring Hill
- Walnut Hill
- Winter Hill

## Personalități marcante
- Hal Clement, scriitor
- Harold Vincent Connolly, atlet
- Matthew Delaney, scriitor
- Henry Franklin Gilbert, compozitor
- Nelson Goodman, filozof
- Henry Kimball Hadley, compozitor și dirijor
- Alan Hovhaness, compozitor
- Bobby Pickett, cântăreț și șahist
- Harry Nelson Pillsbury, șahist